# روبرت الصراف
روبرت الصراف (بالفرنسية: Robert Assaraf) من نسل العائلة اليهودية العتيقة بالمغرب سلالة «آل الصراف».
ولد في 5 نوفمبر 1936 في الرباط وتوفي في 5 مارس 2018 في باريس. هو مؤرخ وكاتب يهودي مغربي. أقام بين باريس في فرنسا ومراكش في المغرب.

## مهنة
بدأ روبرت الصراف مسيرته المهنية في مجلس الوزراء في وزارة الداخلية في المغرب حسن الزموري وأحمد رضا غديرة. ثم انضم إلى مجموعة ONA ، حيث أصبح المدير العام ومدير التفويض، حتى أوائل عام 1990 عندما تقاعد. في عام 1996 أسس المركز الدولي للتأهيل في المغرب، وشارك في تأسيس l'Union mondiale du judaïsme marocain في عام 1999. وكان رئيس الاتحاد اليهودي المغربي في جميع أنحاء العالم.
كان أيضا رئيس راديو شالوم وكان نائب رئيس المجلة الفرنسية ماريان، حتى عام 2005 عندما باع أسهمه إلى إيف دي تشايسيمارتن.
في حياته، نشر السرفف عددًا من الكتب حول السكان اليهود في المغرب والسياسة المعاصرة لإسرائيل. ظهر مسح تاريخي للسكان اليهود في المغرب في عام 2005. في سبتمبر 2008، نشر دراسة استقصائية حول الهجرة والشتات لليهود المغاربة.
في نهاية حياته انتقل إلى رامات هاشارون في إسرائيل، حيث وافته المنية في ليلة الخامس من مارس عام 2018 بباريس.

## كتب
- اليهود المغاربة حول العالم، الهجرة والهوية المكتشفة / Juifs du Maroc à travers le monde Émigration et Identité Retrouvée. مقدمة بقلم باتريك جيرارد (مطبعة سوغر، 2008)
- آرييل شارون وآخرون باتيل بوليتيكس (2006)
- بعض قصص اليهود المغاربة / Une Certaine Histoire des Juifs du Maroc: 1860-1999 (2005)
- الدراما الإسرائيلية: من السلام إلى الحرب / Le Drame d'Esraël: de la paix à la guerre (2001)
- أزمة الرجال / Une Crise des Hommes؛ إسرائيل، 1995-1999 (بلون، 1999)
- محمد الخامس واليهود المغاربة / Mohammed V et les Juifs du Maroc à l'époque de Vichy (Plon، 1997)